# Лубно (Люблінське воєводство)
Лубно (пол. Łubno) — село в Польщі, у гміні Яблонь Парчівського повіту Люблінського воєводства.
Населення — 106 осіб (2011).
У 1975-1998 роках село належало до Білопідляського воєводства.

## Демографія
Демографічна структура станом на 31 березня 2011 року:
|          | Загалом | Допрацездатний вік | Працездатний вік | Постпрацездатний вік |
| -------- | ------- | ------------------ | ---------------- | -------------------- |
| Чоловіки | 58      | 14                 | 33               | 11                   |
| Жінки    | 48      | 7                  | 20               | 21                   |
| Разом    | 106     | 21                 | 53               | 32                   |